# 皮埃尔·基农
皮埃尔·基农（法語：Pierre Quinon，1962年2月20日—2011年8月17日），法国男子田径运动员，主攻撑杆跳高。他曾代表法国参加1984年夏季奥林匹克运动会田径比赛，获得男子撑杆跳高金牌。